# سيلكو
سيليكو (باليونانية: كيليكوس) هي كومونا في مقاطعة كوزنسا في منطقة كالابريا إيطاليا.

## الناس
- يواكيم من فيوري (حوالي 1135 - 1202) ، صوفي ، لاهوتي والباطني
- جياتشينو جريكو (سي 1600 - ج .1634) (سيد وكاتب الشطرنج)